# Alburnus baliki
Alburnus baliki is een straalvinnige vissensoort uit de familie van de eigenlijke karpers (Cyprinidae). De wetenschappelijke naam van de soort is voor het eerst geldig gepubliceerd in 2000 door Bogutskaya, Küçük & Ünlü.